# Розенберг (Баден)
Розенберг (њем. Rosenberg) општина је у њемачкој савезној држави Баден-Виртемберг. Једно је од 27 општинских средишта округа Некар-Оденвалд. Према процјени из 2010. у општини је живјело 2.222 становника. Посједује регионалну шифру (AGS) 8225082.

## Географски и демографски подаци
Розенберг се налази у савезној држави Баден-Виртемберг у округу Некар-Оденвалд. Општина се налази на надморској висини од 352 метра. Површина општине износи 41,0 km². У самом мјесту је, према процјени из 2010. године, живјело 2.222 становника. Просјечна густина становништва износи 54 становника/km².